# Carlo Crivelli (compositeur)
Pour les articles homonymes, voir Carlo Crivelli.
Carlo Crivelli (né le 15 avril 1953 à Rome) est un compositeur de musique de film et un créateur de bandes son.

## Biographie
Carlo Crivelli naît le 15 avril 1953 à Rome. Diplômé de l'Académie nationale Sainte-Cécile, il est introduit dans le domaine du cinéma par le réalisateur Marco Bellocchio. Il obtient une nomination en 1997 pour le Prix David di Donatello du meilleur musicien et est lauréat du Prix France Musique-Sacem de la musique de film en 2010 avec la musique de Vincere de Marco Bellochio. Il compose aussi pour le théâtre et le concert, répondant à de nombreuses commandes. Ethnomusicologue de formation, il enseigne en conservatoire.
Il a fondé en 2002 à L'Aquila l'Orchestra Città aperta pour l'enregistrement de ses bandes originales, formation de quatre-vingts musiciens créée sans financements publics pour éviter la délocalisation et la perte des compétences artistiques de la région.

## Filmographie partielle

### Cinéma
- 1986 : Le Diable au corps (Il diavolo in corpo) de Marco Bellocchio
- 1987 : Sécurité publique de Gabriel Benattar
- 1988 : Appuntamento a Liverpool (it) de Marco Tullio Giordana
- 1988 : La visione del sabba de Marco Bellocchio
- 1990 : Autour du désir de Marco Bellocchio
- 1991 : Segno di fuoco de Nino Bizzarri
- 1993 : La ribelle de Aurelio Grimaldi
- 1994 : Le Rêve du papillon (Il sogno della farfalla) de Marco Bellocchio
- 1995 : Diamond Swords de Denys de La Patellière
- 1995 : Sogni infranti documentaire de Marco Bellocchio
- 1996 : Les Affinités électives des frères Taviani
- 1996 : Le Prince de Hombourg (Il principe di Homburg) de Marco Bellocchio
- 1997 : Marie Baie des Anges de Manuel Pradal
- 1997 : Elena de Marco Bellocchio
- 1998 : Del perduto amore (it) de Michele Placido
- 1999 : La Nourrice (La balia) de Marco Bellocchio
- 2001 : Malefemmene de Fabio Conversi
- 2002 : Ginostra de Manuel Pradal
- 2002 : Un viaggio chiamato amore de Michele Placido
- 2002 : Legami di famiglia de Pietro Sagliocco
- 2003 : La Spectatrice de Paolo Franchi
- 2006 : Les Petites Fleurs rouges (Kan shang qu hen mei) de Zhang Yuan
- 2006 : Le Metteur en scène de mariages (Il regista di matrimoni) de Marco Bellocchio
- 2006 : Il 7 e l'8 (it) de Salvatore Ficarra (it), Valentino Picone (it) et Giambattista Avellino (it)
- 2007 : Una ballata bianca de Stefano Odoardi
- 2009 : Vincere de Marco Bellocchio, lauréat 2010 du Prix France Musique-Sacem de la musique de film.
- 2009 : La blonde aux seins nus de Manuel Pradal
- 2009 : Matrimoni e altri disastri de Nina Di Majo
- 2010 : La passione de Carlo Mazzacurati
- 2012 : La Belle Endormie de Marco Bellocchio
- 2013 : Tom le cancre de Manuel Pradal
- 2015 : Sangue del mio sangue de Marco Bellocchio

### Télévision
- 1989 : Bambino in fuga (mini séries) de Mario Caiano
- 1997 : L'appartamento de Francesca Pirani
- 2007 : Era mio fratello de Claudio Bonivento

## Sources
- (it) Cet article est partiellement ou en totalité issu de l’article de Wikipédia en italien intitulé « Marco Crivelli » (voir la liste des auteurs).